# Sainte-Florence (Gironde)
Sainte-Florence egy francia település Gironde megyében az Aquitania régióban. Lakosainak száma 146 fő (2022. január 1.).

## Földrajz
Sainte-Florence Civrac-sur-Dordogne, Mérignas, Saint-Pey-de-Castets, Sainte-Terre és Saint-Vincent-de-Pertignas községekkel határos.

## Adminisztráció
Polgármesterek:
- 2001–2020 Daniel Amblevert

## Demográfia
| Lakosok száma | 119  | 107  | 122  | 126  | 143  | 147  | 149  | 148  | 149  | 146  |
|               | 1968 | 1982 | 1990 | 2006 | 2013 | 2015 | 2017 | 2019 | 2020 | 2022 |